# Saison 1928 de la NFL
Navigation
Édition précédente Édition suivante
La saison 1928 de la NFL est la neuvième saison de la National Football League. Elle voit le sacre du Steam Roller de Providence.